# Little Dude
Little Dude war eine US-amerikanische Automobilmarke, die nur 1969 von der Hawaiian Motor Company in Los Angeles (Kalifornien) gebaut wurde.
Der Little Dude war ein Automobil im Stil der frühen 1930er-Jahre und sollte die Klientel des Strandbuggys anziehen, was aber letztlich nicht gelang. Der viersitzige Runabout hatte 1971 mm Radstand und war 2995 mm lang. Angetrieben wurde er von einem luftgekühlten Zweizylinder-Reihenmotor von Aichi, der aus 354 cm³ Hubraum eine Leistung von 18,6 bhp (13,7 kW) zog.